# فرودگاه گلوستون
فرودگاه گلوستون (به انگلیسی: Galveston Airport) یک فرودگاه همگانی است که یک باند فرود چمن دارد و طول باند آن ۸۲۹ متر است. این فرودگاه در کشور ایالات متحده آمریکا قرار دارد و در ارتفاع ۲۴۰ متری از سطح دریا واقع شده‌است.